# お願いメシ神さま
『お願いメシ神さま』（おねがいメシがみさま）は、2023年12月22日から12月29日まで毎日放送で放送されたテレビドラマ。主演は、本作がテレビドラマ初主演となる声優・歌手の麻倉もも。
食べ物の声が聞こえるという覆面漫画家の佐倉めめが、街を歩いて見つけた飲食店のさまざまな料理や食材から漫画のヒントを得ていく姿が描かれる。

## あらすじ
佐倉めめは、デビュー作の「堕天使の二度見」が大ヒットし、月刊誌の編集部からの期待も大きい漫画家だが、待望の第2作目のネームのアイデアが締め切りは過ぎているのに一向に浮かばず、空腹を感じ始めている。
めめは、アイデアに行き詰まるといつしか街を彷徨うようになっていた。アシスタントもおらず、編集者にも顔見せしてない孤独な覆面漫画家のめめにとっては、町の空気がアドバイザーとなる。
歩いたことのない道を歩くうちに、輝いて見える店が現れ出す。カレー店、元祖辛麺の店、大衆酒場、スイーツの店など。出された料理やスイーツを目の前にすると、どこからか聞こえてくる声。料理やスイーツから様々な声が語りかけて来て、めめを応援したり、漫画のアイデアのヒントとなっていく。

## キャスト

### 主要人物
佐倉めめ
演 - 麻倉もも
覆面漫画家。食べ物の声が聞こえ、さまざまな料理や食材を通して漫画のヒントを得ていく。

### 月刊サファイア
山田
声 - 八代崇司
佐倉めめの担当編集者。作中では電話越しに声のみ登場する。

### ゲスト

#### 第1話

##### 「カレバカ世紀」
店主
演 - 藤井世紀
店員
演 - 原田鮎歌
客
演 - 松田ぴろし

##### 「元祖辛麺 桝元 東京大山店」
店員
演 - 宍戸貴沙良、甲田朱希

#### 第2話

##### 「大衆酒場 はんろく」
店長
演 - 川嶋大輔
店員
演 - 古山和恵
ホール店員
演 - 横田愛佳

##### 「アトリエコータ 神楽坂店」
オーナーパティシエ
演 - 吉岡浩太
パティシエ
演 - 真島愛梨
店員
演 - 香衣

## スタッフ
- 監督 - 大川裕明[2]
- 脚本 - 上野耕一郎[2]
- 企画 - 篠原廣人[3]
- プロデュース - 前田利洋[2]
- エグゼクティブプロデューサー - 杉浦了一[3]
- プロデューサー - 武井哲[3]
- 主題歌 - 麻倉もも「幸せって書いて」（ミュージックレイン）[4]
- 制作 - THE EINS / PADMA[2]
- 製作著作 - ミュージックレイン[3]
- 製作 -「お願いメシ神さま」製作委員会

## 放送日程
| 話数  | 放送日         | 放送日         | サブタイトル                        |
| 話数  | MBS            | TOKYO MX       | サブタイトル                        |
| ----- | -------------- | -------------- | ----------------------------------- |
| 第1話 | 2023年12月22日 | 2024年01月09日 | カレーチャーハン/元祖辛麺           |
| 第2話 | 12月29日       | 01月16日       | 刺盛三点/ピスタチオとあんずのパフェ |

## 放送局
| 放送期間                 | 放送時間                     | 放送局   | 対象地域   | 備考                               |
| ------------------------ | ---------------------------- | -------- | ---------- | ---------------------------------- |
| 2023年12月22日 -12月29日 | 金曜 1:29 - 1:59（木曜深夜） | 毎日放送 | 近畿広域圏 | 第2話：金曜1:01 - 1:31（木曜深夜） |
| 2024年1月9日 - 1月16日   | 火曜 23:30 - 水曜 0:00       | TOKYO MX | 東京都     |                                    |

## ネット配信
| 配信開始月 | 配信サイト    | 配信料金     | 備考       |
| ---------- | ------------- | ------------ | ---------- |
| 2023年12月 | TVer          | 広告付き無料 | 見逃し配信 |
| 2023年12月 | MBS動画イズム | 広告付き無料 | 見逃し配信 |
| 2024年1月  | エムキャス    | 広告付き無料 | 見逃し配信 |